# Federația Română de Arte Marțiale
Federația Română de Arte Marțiale (FRAM) este o structură sportivă de interes național și are competența și autoritatea să organizeze, să controleze și să conducă activitatea artelor marțiale practicate în România (ju-jitshu, wuashu-kongfu, quan ki do, karate, ashihara, kempo).